# Bulzoni Editore
La Bulzoni Editore (srl) è una casa editrice italiana universitaria.

## Storia
L'attività editoriale della Bulzoni è iniziata nel 1971 con Mario Bulzoni, fondatore della casa editrice, che gestiva, con l'aiuto della moglie Ivana, una libreria nei pressi della città universitaria "La Sapienza" di Roma; all'inizio dell'attività, la libreria, oltre a vendere testi per le varie facoltà, distribuiva le "dispense" che venivano stampate in proprio.
La casa editrice ha un ricco catalogo di testi universitari, soprattutto di facoltà umanistiche, per un totale di più di 4000  pubblicazioni a marzo 2018.
È specializzata inoltre nella pubblicazione di testi di storia e di critica teatrale e cinematografica. La prima grande opera pubblicata dalla Bulzoni fu, nel 1967, il testo di Marcello e Maurizio Fagiolo dell'Arco Bernini: una introduzione al Gran Teatro del Barocco. L'attività editoriale è proseguita nel tempo grazie all'opera attenta delle figlie Anna e Paola, ora progredisce sotto la guida di Paola e di Marta, la figlia di Anna.

## Riviste
Tra le riviste pubblicate dalla casa editrice:
- Rassegna Italiana di Linguistica Applicata, quadrimestrale di linguistica fondato nel 1969 da Renzo Titone e diretto da Gianfranco Porcelli.
- Nuovi studi politici, trimestrale diretto da Luigi Ciaurro fino al 2006 quando è stata chiusa. La rivista era stata fondata da Salvatore Valitutti nel 1971.
- Biblioteca teatrale, trimestrale di studi e ricerche sullo spettacolo, fondato nel 1971 e diretto da Ferruccio Marotti e Cesare Molinari.
- Prospettiva EP, trimestrale fondato da Mario Mencarelli nel 1978 e chiuso nel 2007 (al momento della chiusura il direttore era Sira S. Macchietti).
- Letterature d'America, trimestrale fondato nel 1979 da Dario Puccini e ora diretto da Ettore Finazzi Agrò, Vanni Blengino e Cristina Giorcelli.
- Cheiron, materiali e strumenti di aggiornamento storiografico, fondata nel 1982 e diretta da Cesare Mozzarelli e Marzio A. Romani.
- Ariel, quadrimestrale di drammaturgia dell'Istituto di Studi Pirandelliani, fondato nel 1986 e diretto da Alfredo Barbina. La nuova serie semestrale, lanciata nel 2011 è diretta da Franca Angelini.
- Venezia Cinquecento, semestrale di studi di storia dell'arte e della cultura, fondato nel 1991 e diretto da Augusto Gentili.
- Studi (e testi) italiani, semestrale di italianistica diretto da Amedeo Quondam, fondato nel 1998.
- Il Bibliotecario, quadrimestrale di studi bibliografici giunto nel 2011 alla terza serie, diretto da Alfredo Serrai.
- Imago. Studi di cinema e media, semestrale fondato da Paolo Bertetto e Giorgio De Vincenti e diretto da Veronica Pravadelli e Vito Zagarrio con Enrico Menduni (direttore responsabile). Nel comitato direttivo vi sono inoltre Lucilla Albano, Enrico Carocci, Giulia Fanara, Marco Maria Gazzano, Andrea Minuz, Stefania Parigi, Ivelise Perniola, Marta Perrotta, Christian Uva.
- Teatro e Storia, rivista annuale diretta da Mirella Schino (all'origine era pubblicata da Il Mulino). Il comitato di redazione comprende Eugenio Barba, Eugenia Casini-Ropa, Clelia Falletti, Stefano Geraci, Raimondo Guarino, Franco Ruffini, Nicola Savarese e Ferdinando Taviani. Vi hanno fatto parte anche Fabrizio Cruciani (1941-1992), Claudio Meldolesi (1942-2009) e Daniele Seragnoli.